# Тодуа, Георгий Владимирович
Гео́ргий Влади́мирович То́дуа (род. 20 июня 1964) — российский дипломат. Чрезвычайный и полномочный посол (2024).

## Биография
Окончил Московский государственный институт международных отношений (МГИМО) МИД СССР (1990). Владеет английским, испанским, французским и грузинским языками. На дипломатической работе с 1990 года.
- В 2008—2013 годах — советник-посланник Посольства России в Колумбии.
- В 2013—2014 годах — заместитель директора Департамента Африки МИД России.
- С 1 декабря 2014 по 17 июля 2019 года — чрезвычайный и полномочный посол Российской Федерации в Бурунди[1][2].
- С декабря 2020 года — заместитель директора Департамента Африки МИД России[3].
- С 14 ноября 2023 года — чрезвычайный и полномочный посол Российской Федерации в Камеруне[4].
- С 14 декабря 2023 по 14 июня 2024 года — чрезвычайный и полномочный посол Российской Федерации в Экваториальной Гвинее по совместительству[5][6].

## Дипломатический ранг
- Чрезвычайный и полномочный посланник 2 класса (10 февраля 2012)[7].
- Чрезвычайный и полномочный посланник 1 класса (10 февраля 2017)[8].
- Чрезвычайный и полномочный посол (1 апреля 2024)[9].

## Награды
- Медаль ордена «За заслуги перед Отечеством» II степени (27 декабря 2018) — за большой вклад в реализацию внешнеполитического курса Российской Федерации и многолетнюю безупречную государственную службу[10].
- Благодарность президента Российской Федерации (21 июля 2020) — за активное участие и проведении саммита и экономического форума Россия - Африка в 2019 году в городе Сочи[11].